# Cacosmia
Cacosmia là một chi thực vật có hoa trong họ Cúc (Asteraceae).

## Loài
Chi Cacosmia gồm các loài: